# Ryuzo Shimizu
Ryuzo Shimizu (清水 隆三 Shimizu Ryūzō?,  30 de septiembre de 1902 - ?) fue un futbolista japonés que se desempeñaba como delantero.
Shimizu fue elegido para integrar la selección nacional de Japón para los Juegos del Lejano Oriente de 1923, donde disputó 2 encuentros y marcó un gol.

## Trayectoria

### Clubes
| Club             | País  | Año  |
| ---------------- | ----- | ---- |
| Tokyo Shukyu-Dan | Japón | ???? |

### Selección nacional
| Selección | País  | Año  |
| --------- | ----- | ---- |
| Absoluta  | Japón | 1923 |

## Estadística de equipo nacional
| Selección de Japón | Selección de Japón | Selección de Japón |
| Año                | Part.              | Goles              |
| ------------------ | ------------------ | ------------------ |
| 1923               | 2                  | 1                  |
| Total              | 2                  | 1                  |

### Goles internacionales
| # | Fecha              | Estadio                         | Oponente  | Gol | Resultado | Competición               |
| - | ------------------ | ------------------------------- | --------- | --- | --------- | ------------------------- |
| 1 | 23 de mayo de 1923 | Osaka City Ground, Osaka, Japón | Filipinas | 1–0 | 1–2       | Juegos del Lejano Oriente |